# 2068
L'any 2068 (MMLXVIII) serà un any comú que començarà en diumenge segons el calendari gregorià, l'any 2068 de l'era comuna (CE) i Anno Domini (AD), el 68è any del tercer mil·lenni, el 68è any del segle xxi, i el novè any de la dècada del 2060.

## Prediccions i esdeveniments
- Investigadors del Departament de Mecànica Celeste de la Universitat Estatal de Sant Petersburg van advertir que l'asteroide (99942) Apophis podria entrar al planeta a una velocitat de 7,43 quilòmetres per segon el 2068. Una avaluació de la NASA del 2013 va donar una probabilitat d'impacte a la terra, el 12 d'abril de 2068, de 2,3 en un milió. Dies després es va augmentar a 3,9.[1][2][3]